# Etlingera sulfurea
Etlingera sulfurea  (лат.) — вид однодольных растений рода Этлингера (Etlingera) семейства Имбирные (Zingiberaceae). Под текущим таксономическим названием был описан британской учёной-ботаником Роузмари Маргарет Смит в 1986 году.

## Распространение, описание
Эндемик Мьянмы. Типовой экземпляр из района Мьей (административная область Танинтайи).
Корневищный геофит. Стебель высотой 2,5 м. Листьев 15 пар (у голотипа). Цветки серно-жёлтые, с красновато-розовым пятном в центре губы(?).

## Синонимы
Синонимичное название-базионим — Hornstedtia sulfurea R.Parker.